# Nolidia unipuncta
Nolidia unipuncta är en fjärilsart som beskrevs av Van Son 1933. Nolidia unipuncta ingår i släktet Nolidia och familjen trågspinnare. Inga underarter finns listade i Catalogue of Life.